# Muzeum Geologiczne Instytutu Nauk Geologicznych PAN w Krakowie
Muzeum Geologiczne Instytutu Nauk Geologicznych PAN w Krakowie – muzeum geologiczne mieszczące się w krakowskim ośrodku badawczym Instytutu Nauk Geologicznych Polskiej Akademii Nauk.

## Historia
Zbiory geologiczne muzeum gromadzone były od roku 1865, początkowo przez Komisję Fizjograficzną przy Towarzystwie Naukowym Krakowskim, następnie przez Dział Geologiczny Akademii Umiejętności, a od 1921 roku przez Muzeum Przyrodnicze PAU. W 1954 roku po utworzeniu PAN część zbiorów znalazła się w Pracowni Geologiczno-Stratygraficznej, z której wywodzi się dzisiejsze muzeum.

## Siedziba
Muzeum mieści się w budynkach przy ulicy Senackiej 1 i 3, sąsiadując z muzeum archeologicznym.
W miejscu tym od początku XVII wieku znajdowały się zabudowania klasztoru i kościoła św. Michała należące do zakonu karmelitów bosych. W 1797 karmelici zostali przeniesieni do Czernej koło Krzeszowic. Zabudowania klasztorne zamieniono na więzienie. W roku 1872 rozebrano kościół, tworząc na jego miejscu siedzibę sądu karnego.
W budynku, w którym mieści się muzeum, odbywał się w 1880 roku pierwszy masowy proces socjalistów polskich. Głównym oskarżonym w tym procesie był Ludwik Waryński. Informuje o tym tablica wmurowana w ścianę budynku w 70. rocznicę procesu.
Więzienie w zabudowaniach poklasztornych było po wojnie zajmowane przez Urząd Bezpieczeństwa Publicznego (więziono tam m.in. ludzi związanych z AK). Po likwidacji więzienia budynki poklasztorne zostały przekazane na siedzibę muzeum archeologicznego.
W latach 60. XX wieku, w obrębie zabudowań dawnego klasztoru, postawiono budynek, który stał się siedzibą geologicznej placówki badawczo-muzealnej PAN. W 1966 roku powstała Pracownia i Muzeum Geologii Młodych Struktur.
W piwnicach części budynku zachowały się fragmenty murów wczesnośredniowiecznych budowli obronnych jednej z przedlokacyjnych osad Krakowa – Okołu.

## Zbiory
Zbiory muzeum ujęte są w kolekcje. W zasobach muzeum znajdują się sto trzydzieści dwie kolekcje dokumentalne (niekiedy wiele tysięcy okazów), siedemdziesiąt dwie kolekcje porównawcze i dwie dydaktyczne.
Muzeum ma największą w Polsce kolekcję meteorytów (333 okazy).
Jednym z najcenniejszych okazów jest wielka szczotka kryształów halitu (skupienie kryształów o rozmiarach do 10 cm) pozyskana w 1901 roku w Grotach Kryształowych w Wieliczce.

## Ekspozycja
Muzeum prezentuje swe zbiory w ramach wystawy stałej oraz wystaw czasowych. Wystawa stała ma charakter popularnonaukowy, nosi tytuł „Budowa geologiczna obszaru krakowskiego” i została przygotowana pod kierunkiem prof. Ryszarda Gradzińskiego. Tematem wystawy jest geologia okolic Krakowa położonych na północ od Karpat. Składają się na nią trzy uzupełniające się części:
- stratygraficzno-litologiczna,
- paleontologiczna,
- oraz część poświęcona tektonice, rzeźbie i historii poznania budowy geologicznej obszaru.

## Uczestnictwo w imprezach popularyzatorskich
Muzeum od roku 2007 bierze również udział w corocznej Nocy Muzeów, a także podobnej w swym charakterze imprezie pod nazwą Dni Otwartych Drzwi Muzeów Krakowskich odbywającej się jesienią i organizowanej z inicjatywy Stałej Konferencji Dyrektorów Muzeów Krakowskich przy współpracy z Urzędem Miasta Krakowa.